# Hyper Music/Feeling Good
Hyper Music/Feeling Good is de negende single van de Britse rockband Muse en is afkomstig van hun tweede studioalbum Origin of Symmetry. De single werd uitgebracht op 19 november 2001 als vierde single van het album.

## Achtergrond
Hyper Music wordt door zanger Matthew Bellamy gezien als het totaal tegenovergestelde van Bliss. De videoclip van Hyper Music werd simpel gehouden. Er wordt maar één ruimte gebruikt, een studio waarin met trillende camerabeelden wordt vastgelegd hoe het nummer wordt gespeeld.
Feeling Good is oorspronkelijk geschreven door Anthony Newley en Leslie Bricusse. Het nummer is populair gemaakt door de Amerikaanse singer-songwriter Nina Simone. Omdat het een favoriet nummer was van een ex-vriendin van zanger en gitarist Matthew Bellamy heeft de band een cover van het nummer opgenomen. De videoclip is in dezelfde studio als Hyper Music opgenomen.
In het Verenigd Koninkrijk behaalde de single de 24e positie in de UK Singles Chart.

## Nummers
| 1.                | Hyper Music  | Matthew Bellamy                 | 3:23 |
| 2.                | Feeling Good | Leslie Bricusse, Anthony Newley | 3:23 |
| Totale duur: 6:41 |              |                                 |      |

| 1.                 | Hyper Music             | Bellamy          | 3:23 |
| 2.                 | Feeling Good (live)     | Bricusse, Newley | 3:01 |
| 3.                 | Shine                   | Bellamy          | 3:16 |
| 4.                 | Hyper Music (videoclip) | Bellamy          | 3:23 |
| Totale duur: 13:03 |                         |                  |      |

| 1.                 | Feeling Good                                                          | Bricusse, Newley       | 3:18 |
| 2.                 | Hyper Music (live)                                                    | Bellamy                | 3:31 |
| 3.                 | Please, Please, Please, Let Me Get What I Want (cover van The Smiths) | Morrissey, Johnny Marr | 1:58 |
| 4.                 | Feeling Good (videoclip)                                              | Bricusse, Newley       | 3:18 |
| Totale duur: 12:05 |                                                                       |                        |      |

| 1.                | Feeling Good              | Bricusse, Newley | 3:18 |
| 2.                | Hyper Music (radioversie) | Bellamy          | 2:58 |
| Totale duur: 6:16 |                           |                  |      |

| 1.                | Feeling Good (radioversie) | Bricusse, Newley | 3:18 |
| 2.                | Hyper Music (radioversie)  | Bellamy          | 2:58 |
| Totale duur: 6:16 |                            |                  |      |